# 신흥 FC
신흥 FC는 경기도 동두천시에 위치한 under-15 형태의 유소년 축구단으로 신흥중학교의 축구부원으로 구성되어 있다.

## 출신 선수
오세이 아이작 [대구fc]

## 같이 보기
- 신흥중학교